# یواکیم اندرسن
یواکیم کریستین آندرسن (دانمارکی: Joachim Christian Andersen؛ زادهٔ ۳۱ مهٔ ۱۹۹۶) بازیکن فوتبال اهل دانمارک است.

## باشگاهی
از باشگاه‌هایی که در آن بازی کرده‌است می‌توان به توئنته سمپدوریا و لیون اشاره کرد.